# Kristijan Kahlina
Kristijan Kahlina (Zagreb, 24. srpnja 1992.) hrvatski je nogometaš koji igra na poziciji vratara.
Trenutačno igra za američki Charlotte. 

## Klupska karijera

### Dinamo Zagreb
Kao igrač zagrebačkog Dinama igrao je u kadetskoj i juniorskoj 1. HNL. Za seniorsku momčad nikad nije nastupio, a nekoliko puta je bio na klupi.

### Vinogradar Mladina
U 2011. prelazi u redove drugoligaša Vinogradar Mladina za kojeg je debitirao 26. veljače 2011. u utakmici 2. HNL u kojoj je slavila Pomorac Kostrena s 3:0.

### Lučko
Kahlina je 2013. napustio Vinogradar i pridružio se drugoligašu Lučko. Za Lučko je debitirao 18. ožujka 2013. u ogledu protiv kostrenskog Pomorca koji je završio s neriješenih 1:1.

### Koper
U sezoni 2015./16. igrao je za slovenskog prvoligaša Koper.

### Gorica
Pridružio se Gorici 3. rujna 2016. Debitirao je četiri dana kasnije protiv Sesveta od kojih je Gorica izgubila 2:1. S Goricom je bio doprvak u 2. HNL 2016./17. Gorica je u doigravanju za 1. HNL igrala protiv Cibalije, no nije ostvarila plasman u viši rang izgubivši 2:0 i 3:1. Gorica je iduće sezone bila prvak i time se plasirala u 1. HNL. Za Goricu je igrao tri sezone u 1. HNL ostvarivši 5., 6. i 5. mjesto. U posljednje dvije sezona bio je klupski kapetan.

### Ludogorec Razgrad
Kahlina je 28. veljače 2021. poslan na posudbu do kraja sezone uz pravo otkupa za iznos od oko 1 milijuna eura uključujući bonuse. Posuđen je bugarskom klubu Ludogorec Razgrad čiji je trener tada bio bivši trener Gorice Valdas Dambrauskas. Ludogorec ga je otkupio u lipnju.

### Charlotte
Dana 28. prosinca 2021. prešao je iz bugarskog kluba Ludogorec Razgrad u Charlotte, novi član američkog MLS-a. Za novi klub debitirao je 27. veljače 2022. u prvoj utakmici kluba u MLS-u i to u gostujućoj protiv D.C. Uniteda koji je dobio utakmicu 3:0. U idućoj odigranoj utakmici, također drugoj u klupskoj povijesti, odnosno prvoj domaćoj, Charlotte je izgubio 0:1 od LA Galaxyja. Na toj utakmici bilo je 74.479 gledatelja te je tada srušen rekord po broju gledatelja na nekoj utakmici MLS-a. U 2024. proglašen je golmanom sezone MLS-a te je uvršten u momčad sezone lige. Odigrao je svaku minutu sezone, a u 12 utakmica nije primio niti jedan gol. Sveukupno je postigao 121 obranu te je sa 75,63 % bio prvi golman lige po postotku obrana.

## Reprezentativna karijera
Kahlina je ostvario jedan nastup za Hrvatsku do 19 godina.

## Priznanja

### Individualna
- Golman sezone MLS-a (1): 2024.[12]
- Član momčadi sezone MLS-a (1): 2024.[13]

### Klupska
Gorica
- Druga HNL (1): 2017./18.

Koper
- Slovenski superkup (1): 2015./16.

Ludogorec Razgrad
- Prva bugarska nogometna liga (1): 2020./21.

## Vanjske poveznice
- Profil, Hrvatski nogometni savez
- Profil, Soccerway (engl.)
- Profil, Transfermarkt (engl.)